# Wienův můstek

Schéma Wienova můstku, U_{we}- je sinusové napájecí napětí, U_{wy}- měřené napětí

Wienův můstek je typ měřicího můstku, který vyvinul Max Wien v roce 1891. Můstek sestává ze čtyř rezistorů a dvou kondenzátorů.
V době vynálezu Wienova můstku byly můstkové obvody obvyklým způsobem měření hodnot součástek jejich porovnáváním se známými hodnotami. Neznámá součástka se zapojila do jedné větve můstku, nastavením ostatních větví nebo změnou frekvence napájecího napětí se pak provedlo vyvážení můstku. Viz např. Wheatstonův můstek.

## Popis
Wienův můstek je jedním z mnoha používaných měřicích můstků. Wienův můstek se používal pro přesné měření kapacity pomocí odporu a frekvence. Byl také používán pro měření zvukových frekvencí.
Wienův můstek nevyžaduje stejné hodnoty rezistorů a kondenzátorů R a C. Při nějaké frekvenci bude reaktance větve tvořené sériovým zapojením R2–C2 přesným násobkem bočníkové větve Rx–Cx. Pokud budou větve R3 a R4 nastaveny na stejný poměr, pak bude můstek vyvážený.
Můstek je vyvážený, pokud:
{\displaystyle \omega ^{2}={1 \over R_{x}R_{2}C_{x}C_{2}}} a {\displaystyle {C_{x} \over C_{2}}={R_{4} \over R_{3}}-{R_{2} \over R_{x}}\,.}
Rovnice se zjednoduší, pokud zvolíme R2 = Rx a C2 = Cx; výsledek je R4 = 2R3.
V praxi nebudou hodnoty R a C nikdy být přesně stejné, ale výše uvedená rovnice ukazuje, že pro pevné hodnoty ve větvích 2 a x bude můstek v rovnováze pro nějakou úhlovou frekvenci ω a nějaký poměr R4/R3.